# Queen + Paul Rodgers-diszkográfia
A Queen + Paul Rodgers együttes diszkográfiája.

## Stúdióalbumok
| Év   | Album információ                                                                  | Helyezések | Helyezések | Helyezések | Helyezések | Helyezések | Helyezések | Helyezések | Helyezések | Helyezések | Helyezések | Eladási minősítések |
| Év   | Album információ                                                                  | GBR        | AUT        | BEL        | FRA        | GER        | NLD        | NOR        | SWE        | SWI        | USA        | Eladási minősítések |
| ---- | --------------------------------------------------------------------------------- | ---------- | ---------- | ---------- | ---------- | ---------- | ---------- | ---------- | ---------- | ---------- | ---------- | ------------------- |
| 2008 | The Cosmos Rocks - Megjelent: 2008. szeptember 15. - Kiadó: Parlophone, Hollywood | 5          | 11         | 16         | 28         | 4          | 8          | 31         | 24         | 2          | 47         | ezüst (GBR)         |

## Koncertalbumok
| 2005                                                        | Return of the Champions - Megjelent: 2005. szeptember 19. - Kiadó: Parlophone, Hollywood | 12 | 19 | 39 | 80  | 13 | 19 | — | — | 42 | 84 | ezüst (GBR) |
| 2006                                                        | Super Live in Japan - Megjelent: 2006. április 28. - Kiadó: EMI                          | —  | —  | —  | —   | —  | —  | — | — | —  | —  |             |
| 2009                                                        | Live In Ukraine - Megjelent: 2009. július 15. - Kiadó: Parlophone                        | —  | 65 | 78 | 171 | 43 | 49 | — | — | —  | —  |             |
| "—" nem szerepelt listán, vagy nem jelent meg az országban. |                                                                                          |    |    |    |     |    |    |   |   |    |    |             |

## DVD lemezek
| 2005                                                        | Return of the Champions - Megjelent: 2005. szeptember 19. - Kiadó: Parlophone, Hollywood |
| 2006                                                        | Super Live in Japan - Megjelent: 2006. április 28. - Kiadó: EMI                          |
| 2009                                                        | Live In Ukraine - Megjelent: 2009. július 15. - Kiadó: Parlophone                        |
| "—" nem szerepelt listán, vagy nem jelent meg az országban. |                                                                                          |

## Kislemezek
| Év   | Kislemez                            | GBR | BEL | FRA | GER | NLD |
| ---- | ----------------------------------- | --- | --- | --- | --- | --- |
| 2005 | Reaching Out / Tie Your Mother Down | —   | 15  | —   | —   | 27  |
| 2007 | Say It’s Not True                   | 90  | —   | 75  | 82  | 62  |
| 2008 | C-lebrity                           | 33  | —   | 96  | 67  | 50  |